# 迈里 (巴西)
迈里是巴西巴伊亚州的一个市镇。总面积905.851平方公里，总人口19103人，人口密度21.1人/平方公里。